# Didemnum precocinum
Didemnum precocinum är en sjöpungsart som beskrevs av Kott 200. Didemnum precocinum ingår i släktet Didemnum och familjen Didemnidae. Inga underarter finns listade i Catalogue of Life.